# Confienza
Confienza (Cunfiensa in dialetto lomellino) è un comune italiano di 1 556 abitanti della provincia di Pavia in Lombardia. Si trova nella Lomellina nordoccidentale, presso la riva sinistra della Sesia.

## Origini del nome
Il toponimo deriva probabilmente da confluentia, perché in questo paese confluivano due fiumi, che successivamente hanno deviato il loro corso. Questi corsi d'acqua potrebbero essere riconosciuti nel fiume Sesia e nel torrente Agogna (che tuttora passa nei territori comunali).

## Storia
Confienza appartenne al Vescovo di Vercelli dal 999 per donazione di Ottone III. Condivise poi le sorti del vicino Robbio, appartenendo ai Signori di Robbio, e mantenendosi nell'alleanza con Vercelli nonostante le pressioni di Pavia. Quest'ultima solo nel 1220 ne ebbe il dominio da Federico II, senza che cessassero le contese con Vercelli.
Nel 1250 è citato nell'elenco delle terre pavesi. Nel secolo successivo, divenuto sede di podesteria, divenne possesso dei Beccaria di Pavia. Nel 1431, sotto i Visconti, viene infeudato ad Alberico da Barbiano insieme a Belgioioso. Nel 1464, sotto gli Sforza, è dato a Fioramonte Graziani. All'epoca dell'occupazione francese del Ducato di Milano, viene in potere di Gian Giacomo Trivulzio, marchese di Vigevano.
Nel 1532 viene staccato dal Principato di Pavia e incluso nel Contado di Vigevano o Vigevanasco. Ritorna comunque ai principi Barbiano di Belgioioso, cui rimane fino all'abolizione del feudalesimo (1797).
Nel 1743 Confienza, con tutto il Vigevanasco, entra a far parte dei domini dei Savoia, cui già dal 1707 apparteneva la Lomellina (in questo periodo quindi Confienza fu un luogo di confine). Nel 1859 fu aggregato alla provincia di Pavia.

### Simboli
Lo stemma è stato adottato il 10 ottobre 1930 e liberamente utilizzato anche se privo di decreto di concessione. Viene blasonato:
I due animali nello scudo, descritti come "pesci attorcigliati con teste di drago" sgorganti acqua in un fiume, fanno riferimento all'antico nome di Confluentia, dalla "confluenza" di due fiumi, e altro non sono che la raffigurazione di due delfini araldici.
Il gonfalone è un drappo partito di rosso e di giallo.

## Monumenti e luoghi d'interesse

### Architetture civili
- Torre Civica, unico avanzo del castello che qui sorgeva.

### Architetture religiose
- Chiesa parrocchiale di San Lorenzo
- Chiesa di San Rocco
- Chiesa della Madonna del Carmine

## Società

### Evoluzione demografica
Abitanti censiti